# Har Nadav
Har Nadav (hebreiska: הר נדב) är ett berg i Israel.   Det ligger i distriktet Norra distriktet, i den norra delen av landet. Toppen på Har Nadav är 476 meter över havet. Har Nadav ingår i Haré Naẕerat.
Terrängen runt Har Nadav är huvudsakligen kuperad, men åt nordväst är den platt. Runt Har Nadav är det ganska tätbefolkat, med 80 invånare per kvadratkilometer. Närmaste större samhälle är Nasaret, 1,3 km söder om Har Nadav. Trakten runt Har Nadav består till största delen av jordbruksmark.